# Incident v údolí Galwan
Incident v údolí řeky Galwan se odehrál mezi Indií a Čínou dne 15. června 2020 v údolí řeky Galwan na sporné čínsko-indické hranici, při kterém zahynulo nejméně 20 lidí.

## Historie
Potyčky mezi čínskými a indickými vojáky jsou zde běžné. Jelikož kvůli napětí vojáci obou stran v oblasti nenosí palné zbraně, jsou vyzbrojení obušky a kameny a bojují často za použití pěstí. Dne 15. června však jedna z takovýchto potyček nabrala nečekaný spád. Patrola indických vojáků narazila na čínský protějšek na hřebeni jedné z hor. Při potyčce spadl indický důstojník ze srázu do údolí pod ním. Obě strany přivolaly posily, do bojů se celkem zapojilo na 600 mužů. Většina úmrtí byla způsobena pádem z výšky. Přímo na místě zahynuli jeden indický důstojník (údajně plukovník) a dva indičtí vojáci. Následujícího dne oznámila indická armáda, že dalších 17 indických vojáků podlehlo svým těžkým zraněním způsobených v tomto boji. Dle šéfredaktora čínského vládního deníku Global Times a indické armády utrpěla ztráty na životech i čínská strana. Jednalo se tak o první úmrtí na linii styku za posledních 53 let. Vlády obou zemí se vzájemně obvinily z provokací a narušení linie aktuální kontroly. Čína během střetu také zajala deset indických vojáků, kteří byli do konce týdne navráceni Indii.